# Geonoma
Genre
Classification phylogénétique

Geonoma stricta stricta - Muséum de Toulouse.

Geonoma est un genre de la famille des Arecaceae (Palmiers) comprenant des espèces natives des Caraïbes, du Mexique, de l'Amérique centrale et de l'Amérique du Sud. L'aire de répartition des 64 espèces s'étend du Mexique et de Haïti au nord, jusqu'au Paraguay dans le sud.

## Classification
- Sous-famille des Arecoideae
  - Tribu des Geonomateae

Le genre Geonoma partage sa tribu avec 5 autres genres : Asterogyne, Calyptrogyne, Calyptronoma, Pholidostachys, Welfia .

### Description
Palmier de taille petite à moyenne, monoïque.
- Le stipe est solitaire ou cespiteux, court et souterrain ou long et aérien. Il est lisse et généralement de couleur brune.
- Les feuilles sont pennées et disposées de manières régulière ou non suivant les espèces.
- L'inflorescence prend naissance entre les feuilles ou parfois sous les feuilles. Elle se ramifie deux ou quatre fois ou parfois pas du tout. Les fleurs sont unisexuées et insérées dans des groupes comprenant une fleur mâle et deux fleurs femelles. Les fleurs possèdent trois pétales et trois sépales. La fleur mâle a six étamines (parfois 3 ou 12) et une petite pistillode. Les fleurs femelles ont également six staminodes, et trois carpelles.
- Les fruits sont petits, allongés ou globuleux, verts devenant noirs ou bleus lorsqu'ils arrivent à maturité.

### Espèces
- Geonoma appuniana Spruce
- Geonoma arundinacea Mart.
- Geonoma aspidiifolia Spruce
- Geonoma atrovirens Borchs. & Balslev
- Geonoma baculifera (Poit.) Kunth
- Geonoma brenesii Grayum
- Geonoma brevispatha Barb.Rodr.
- Geonoma brongniartii Mart.
- Geonoma camana Trail
- Geonoma chlamydostachys Galeano-Garcés
- Geonoma chococola Wess.Boer
- Geonoma concinna Burret
- Geonoma congesta H.Wendl. ex Spruce
- Geonoma cuneata H.Wendl. ex Spruce
- Geonoma densa Linden & H.Wendl.
- Geonoma deversa (Poit.) Kunth
- Geonoma divisa H.E.Moore
- Geonoma epetiolata H.E.Moore
- Geonoma ferruginea H.Wendl. ex Spruce
- Geonoma gamiova Barb.Rodr.
- Geonoma gastoniana Glaz. ex Drude
- Geonoma hoffmanniana H.Wendl. ex Spruce
- Geonoma hugonis Grayum & Nevers
- Geonoma interrupta (Ruiz & Pav.) Mart.
- Geonoma irena Brochs.
- Geonoma jussieuana Mart.
- Geonoma laxiflora Mart.
- Geonoma leptospadix Trail
- Geonoma linearis Burret
- Geonoma longipedunculata Burret
- Geonoma longivaginata H.Wendl. ex Spruce
- Geonoma macrostachys Mart.
- Geonoma maxima (Poit.) Mart.
- Geonoma monospatha de Nevers
- Geonoma mooreana de Nevers & Grayum
- Geonoma myriantha Dammer
- Geonoma oldemanii Granv.
- Geonoma oligoclona Trail
- Geonoma orbignyana Mart.
- Geonoma paradoxa Burret
- Geonoma paraguanensis H.Karst.
- Geonoma pauciflora Mart.
- Geonoma poeppigiana Mart.
- Geonoma pohliana Mart.
- Geonoma polyandra Skov
- Geonoma polyneura Burret
- Geonoma rubescens H.Wendl. ex Drude
- Geonoma santanderensis Galeano & R.Bernal
- Geonoma schottiana Mart.
- Geonoma scoparia Grayum & Nevers
- Geonoma seleri Burret
- Geonoma simplicifrons Willd.
- Geonoma spinescens H.Wendl.
- Geonoma stricta (Poit.) Kunth
- Geonoma supracostata Svenning
- Geonoma talamancana Grayum
- Geonoma tenuissima H.E.Moore
- Geonoma triandra (Burret) Wess.Boer
- Geonoma triglochin Burret
- Geonoma trigona (Ruiz & Pav.) A.H.Gentry
- Geonoma umbraculiformis Wess.Boer
- Geonoma undata Klotzsch
- Geonoma weberbaueri Dammer ex Burret
- Geonoma wilsonii Galeano & R.Bernal

L'espèce Geonoma irena est en danger critique d'extinction. C'est la seule espèce du genre à être menacée.